# كنجي كيتاهارا
كينْجِ كيتاهارا (باليابانية: 北原 健二) (10 مايو 1976 في ناغانو في اليابان – )؛ هو لاعب كرة قدم ياباني سابق كان يلعب كلاعب وسط.

## وصلات خارجية
- كنجي كيتاهارا على موقع رابطة كرة القدم اليابانية للمحترفين (اليابانية)